# حبيبة الجيلاني الحرشاني
حبيبة الجِيلاَنِي الحُرْشَانِي (ولدت حبيبة الجيلاني) كانت أول مرأة جرّاحة تونسية وأول جرّاحة صدر تونسية وأفريقية، ولدت بمدينة تونس (مدينة) في 17 سبتمبر 1949 وتوفيت بها في 12 سبتمبر 2007.

## دراستها
درست حبيبة الجيلاني بمعهد كارنو (بالفرنسية: Lycée Carnot)‏ بمدينة تونس، وتحصلت على شهادة الباكالوريا (اختصاص علوم تجريبية) في جوان 1967. وفي جوان 1969، تحصلت على شهادة الدراسات الجامعية المتخصصة في العلوم الطبيعية، ثم شرعت في دراسة الطب بكلية الطب بتونس. نجحت في أكتوبر 1977 في المناظرة الوطنية للإقامة في الطب، فشرعت في دراسة التخصص في الجراحة العامة، ثم تخصصت في جراحة الصدر، حيث تعلمت على الأستاذ عز الدين النابلي، ثم توجهت إلى المركز الجراحي ماري لانولونغ (بالفرنسية: Centre chirurgical Marie Lannelongue)‏ بضواحي باريس بفرنسا. قدمت حبيبة الجيلاني أطروحة دكتوراه في الطب بعنوان «Les traumatismes du foie» (أي رضوح الكبد). أصبحت أستاذة مساعدة في الطب عام 1981، حيث عملت في قسم الجراحة العامة بمستشفى شارل نيكول بمدينة تونس ضمن فريق الأستاذ عز الدين النابلي، ثم التحقت بفريق الأستاذ طارق كيلاني بقسم جراحة الصدر والقلب والأوعية الدموية بمستشفى عبد الرحمان مامي للأمراض الصدرية بمدينة أريانة، ثم أصبحت طبيبة استشفائية في سبتمبر 1990، وأستاذة مبرّزة في جانفي 1993، وأستاذة عام 2003.

## مناصبها وأعمالها
كانت منضمة للعديد من الجمعيات الطبية والمنظمات التونسية والعالمية، منها الهلال الأحمر التونسي. كتبت العديد من المقالات الطبية في مجال جراحة الصدر في العديد من المجلات الطبية التونسية والفرنسية والعالمية.

### وصلات خارجية
- (بالإنجليزية) حبيبة الجيلاني الحرشاني على موقع شبكة جراحة الصدر والقلب (بالإنجليزية: The Cardiothoracic Surgery Network)‏.